# Spettrometria di massa a ionizzazione a scintilla
La spettrometria di massa a ionizzazione a scintilla, indicata con la sigla SSMS (dall'inglese spark source ionization mass spectrometry o spark ionization mass spectrometry), è una tecnica di spettrometria di massa basata sull'impiego della ionizzazione a scintilla).
Gli spettrometri di massa che usano questa sorgente sono di solito a doppia focalizzazione con geometria di Mattauch-Herzog, e usano un doppio rivelatore.

## Preparazione del campione
Il campione è posto tra due elettrodi (di solito di carbonio o argento) tra i quali viene prodotto un arco elettrico con un alto voltaggio ionizzando il campione. Se il campione è conduttore può fare da elettrodo stesso.
La camaera di ionizzazione deve essere sotto vuoto.

## Aspetti critici
La sorgenti a scarica a bagliore sono più stabili e più economiche, per questo la spettrometria di massa a scarica a bagliore ha soppiantato in parte questa tecnica.